# Zili
Pour les articles homonymes, voir Zilli (homonymie).
Zili est une localité de la Région du Centre au Cameroun, localisée dans la commune d'Awaé et le département de la Méfou-et-Afamba. Elle fait partie du groupement de Yemessomo.

## Population
En 1965 Zili comptait 427 habitants, principalement des Bamvele.
Lors du recensement de 2005, ce nombre s'élevait à 49.